# Joseph Marie Terray
Pour les articles homonymes, voir Terray.
Joseph Marie Terray, abbé commendataire de Molesme et Troarn, seigneur de La Motte-Tilly, né le 9 décembre 1715 à Boën-sur-Lignon et mort le 18 février 1778  à Paris, est un homme d'État français, dernier contrôleur général des finances de Louis XV de 1769 à 1774.

## Biographie
Joseph Marie Terray descendait d'un paysan aisé de Boën-sur-Lignon, dont la descendance s'était progressivement élevée : on y trouve un boucher, des marchands, un fermier des rentes d'un collège. Son oncle, François Terray de Rosières, premier médecin de la princesse Palatine, s'enrichit considérablement dans le système de Law et lui laissa un important héritage. Son père, Jean Antoine Terray, était directeur des gabelles de Lyon. Joseph Marie fut issu de son second mariage avec Marie Anne Damas, fille d'un officier qui se distingua à la bataille de Neerwinden qui lui apporta des lettres de noblesse.

### Conseiller au Parlement de Paris
Après avoir reçu la tonsure de diacre, Terray fut nommé conseiller-clerc au Parlement de Paris en 1736 et se spécialisa dans les affaires de finances, exerçant les fonctions de « rapporteur de la cour » : c'est ainsi qu'on appelait le magistrat chargé de présenter au parlement les lois à enregistrer. Favori de Madame de Pompadour, il fait son entrée à la grand-chambre en 1754.
Fort peu versé dans les choses de la religion, quoique abbé commendataire de riches abbayes où il se rendait rarement, il était même plutôt libertin. Ses mœurs furent vivement décriées par ses nombreux détracteurs.
De haute taille, mais voûté, le teint couperosé, « Son extérieur était, écrit l’économiste Montyon, dur, sinistre, et même effrayant une grande taille voutée, une figure sombre, l’œil hagard, le regard en dessous, avec indice de fausseté et de perfidie, les manières disgracieuses, un ton grossier, une conversation sèche, point d’épanouissement de l’âme, point de confiance, jugeant toute l’espèce humaine défavorablement, parce qu’il la jugeait d’après lui-même ; un rire rare et caustique. » Le même Montyon rapporte que, quelque temps avant son ministère, il était à diner chez un homme qui était sourd, mais fort clairvoyant au moins des yeux de l’esprit ; ce maitre de maison, qui le connaissait bien, le voyant rire, dit à son voisin : « Voilà l'abbé qui rit ; est-ce qu'il est arrivé malheur à quelqu'un ? »
Cet homme d’État possède néanmoins d’impressionnantes capacités de travail : « Terray descendait vers six heures du matin à son bureau ; à dix, tout était fait ; il était libre et recevait tous ceux qui se présentaient. » Marcel Marion, dans son Histoire financière de la France depuis 1715, le décrit comme « un esprit net, décidé, remarquablement juste, voyant loin et grand, sans se perdre dans les détails, tout en sachant mettre de l'ordre et de l'économie en tout. De caractère énergique et indépendant, il n'était pas homme à se laisser mener ni intimider […] Avec cela, travailleur intrépide et très ordonné. »
En 1756, à la suite de l'édit de discipline du parlement, Terray avait été le seul conseiller du Parlement à ne pas démissionner. Il avait siégé à la commission établie par le contrôleur général L'Averdy pour la réforme fiscale. Il fut remarqué par René Nicolas de Maupeou, qui le fit nommer contrôleur général des finances en décembre 1769.
Terray aida d'abord son mentor à se débarrasser de Choiseul et de son cousin Choiseul-Praslin, aboutissant au renvoi du Premier ministre le 24 décembre 1770.

### Contrôleur général des Finances
Nommé ministre d'État le 18 février 1770, Terray fut, après le renvoi de Choiseul, l'un des hommes forts du ministère dit « Triumvirat », avec Maupeou et d'Aiguillon.
En outre, il assura l'intérim du secrétariat d'État à la marine jusqu'à la nomination de Pierre Étienne Bourgeois de Boynes, le 9 avril 1771.
À son arrivée au contrôle général des finances, Terray trouve une situation dramatique et prend des mesures énergiques que l'opinion qualifie de « banqueroute ». « — Vos opérations, lui dit une de ses victimes, équivalent absolument à prendre l'argent dans les poches. — Hé ! Où voulez-vous que je le prenne ? répartit le contrôleur général des finances. » Hippolyte Taine rapporte également ce mot dans ses Origines de la France contemporaine : « Après l’édit de l’abbé Terray qui fait une banqueroute de moitié sur la rente, un spectateur trop serré au théâtre s’écrie : « Ah ! quel malheur que notre bon abbé Terray ne soit pas ici pour nous réduire de moitié ! » Et l’on rit, l’on applaudit ; le lendemain tout Paris, en répétant la phrase, se console de la ruine publique. »
Pour permettre d'assurer les paiements des premiers jours de 1770, il doit se dépêcher d'obtenir des prêts à court terme. Il relève de 600 000 livres le bail des postes qui venait d'être conclu mais n'avait pas encore été signé et se procure des liquidités grâce à une nouvelle aliénation des impôts indirects en Flandre.
Parallèlement, par une série d'arrêts du Conseil de janvier 1770, il réduit brutalement les dépenses : il transforme les tontines en rentes viagères, réduit l'intérêt de toutes les rentes à l'exception de celles sur l'Hôtel de Ville, réduit de 15 à 30 % les pensions supérieures à 600 livres. Un édit passé à la fin janvier reprend aux maîtres des eaux et forêts un droit de 14 deniers par livre sur le produit des ventes de bois, qui leur avait été aliéné autrefois pour un montant insuffisant. Enfin, par un arrêt du Conseil du 18 février 1770, il suspend le paiement des rescriptions des receveurs généraux et des billets des fermiers généraux.
C'était une mesure audacieuse car il y avait en circulation 120 à 150 millions de livres de ces valeurs, mais ni le Parlement ni le public ne s'émeuvent à l'excès, la plupart des titres étant entre les mains de spéculateurs : Voltaire affirma ainsi toutefois avoir perdu 200 000 livres dans l'opération. Pour éteindre ces effets, il vend des augmentations de gages et de finances d'offices, lance un emprunt de 160 millions au taux de 4 %, et, profitant de la suspension du privilège de la Compagnie des Indes, dégage de quoi financer les fêtes du mariage du Dauphin. Celles-ci ne furent d’ailleurs pas payées ; plus de 20 ans après les faits, de nombreux entrepreneurs, ruinés, suppliaient encore Louis XVI pour qu'on leur payât au moins un acompte.
Ces mesures se heurtent à de fortes résistances. En quelques mois, Terray se taille une solide impopularité dans l'opinion. Pourtant, les moyens d'abord employés pour rétablir les finances procèdent de l'éventail classique des recettes de la monarchie. D'ailleurs, la plupart avaient été préparées par son prédécesseur, Étienne Maynon d'Invault. Mais après le renvoi des parlements consécutif à la réforme de Maupeou (janvier 1771), Terray peut s'engager dans une remise en ordre en profondeur des finances de l'État. Il se lance dans une réforme fiscale destinée à améliorer le rendement des impôts tout en corrigeant leur iniquité.
Par un édit de décembre 1770, les bases de la perception du droit dit « de marc d'or », perçu sur tout nouveau titulaire d'un office avant l'expédition de ses provisions, sont réformées.
Un édit de février 1771 réforme les offices, fonctions et droits des jurés priseurs et vendeurs de biens meubles. Un autre édit de février 1771 transforme le droit annuel de 1/60e de la valeur primitive de chaque office (paulette) en un droit de 1 % de la valeur de l'office évaluée par son propriétaire (ce qui portait la recette pour le roi au double : 3 600 000 livres).
Un édit de juin 1771 crée dans chaque bailliage ou sénéchaussée des offices de conservateur des hypothèques pour faciliter les mutations immobilières et améliorer la rentrée des droits d'hypothèque.
Un édit de novembre 1771 pérennise le premier vingtième, proroge le second jusqu'en 1781 et décrète qu'ils seront perçus conformément à l'édit de 1749, c'est-à-dire en proportion exacte des revenus assujettis.
Ces mesures permettent aux services de contrôle de reprendre leurs travaux, que la résistance des Parlements avait contraint à interrompre. « Les travaux lancés grâce à l'édit de novembre 1771 ont été les meilleurs jamais entrepris pour donner à l'impôt une assiette équitable et ils firent des vingtièmes l'imposition la meilleure de toutes celles de l'Ancien Régime:272. »
Le même édit de novembre 1771 augmente les droits des fermes ainsi que les droits levés au profit des villes et communautés. Cette augmentation se répercute sur le prix du bail des fermes, qui venait à renouvellement en 1773. Bien préparé et négocié avec soin par le contrôleur général, le nouveau bail, conclu le 2 janvier 1774, produit 152 millions soit 20 millions de plus que le précédent.
Un arrêt du Conseil du 24 février 1773 réforme également la capitation bourgeoise de Paris. Les loyers sont recensés par l'intendant de Paris Bertier de Sauvigny et l'imposition calculée de manière proportionnelle : ces mesures en font passer le produit de 850 000 livres à 1 400 000 livres.
Des mauvaises récoltes ayant provoqué, en 1770, une crise des subsistances, l'opinion en attribuait la cause aux mesures de libéralisation du commerce des grains prises en 1763 et 1764 par Bertin et L'Averdy.
Bien qu'il fût lui-même favorable à la liberté du commerce des grains, Terray, dans un souci d'apaisement, reconsidère ces mesures et établit une nouvelle réglementation par un arrêt du Conseil du 23 décembre 1770 et des lettres patentes du 11 janvier 1771. Cette réglementation devait l'exposer à l'accusation d'avoir contribué à l'établissement d'un mythique « pacte de famine ».
Les mesures financières prises par Terray permettent un rétablissement spectaculaire des finances de la monarchie, mais elles lui valent une très grande impopularité et même d'ignominieuses accusations de prévarication. On le surnomme « vide-gousset », on l'accuse de banqueroute.
En 1773, Terray, tout en conservant le contrôle général des finances, est nommé directeur et ordonnateur des Bâtiments de Sa Majesté, Jardins, Arts, Académies, et Manufactures Royales (directeur général des Bâtiments du Roi).
À ce titre, il pose la première pierre de l'hôtel des Monnaies à Paris. Il lance également la construction du Grand théâtre de Bordeaux, œuvre de l'architecte Victor Louis.
À son avènement en 1774, Louis XVI, cédant à la pression de l'opinion, renvoie Terray. Celui-ci meurt à Paris en février 1778 et est inhumé dans la chapelle Sainte-Marguerite de l'église de La Motte-Tilly, où Félix Lecomte sculpta son monument funéraire en 1780.

### Héritage économique
L'abbé Terray s'est intéressé aux travaux statistiques initiés par l'abbé Expilly sur la population de la France. Dans son Dictionnaire des Gaules, celui-ci préconise, non seulement des recensements ponctuels des habitants, mais un relevé annuel (décompte des naissances, mariages et sépultures de chaque paroisse), comme cela se pratique « dans chaque paroisse d'Angleterre ». En 1772, Terray demande donc aux intendants d'envoyer chaque année au contrôle général le relevé annuel du mouvement de la population à partir de l'année 1770 ; cette entreprise a été poursuivie régulièrement jusqu'en 1788.
Des économistes reprennent volontiers à leur compte la réflexion de l’abbé Terray quant aux vertus d’un défaut sur la dette souveraine d’un État : « Les gouvernements devraient faire défaut au moins une fois tous les siècles pour restaurer les grands équilibres financiers de l’État,. »

### Résidences
- L'abbé Terray habitait à Paris un hôtel construit pour son oncle en 1725, au no 101 rue de Richelieu.
- Il se fait ensuite construire un hôtel rue Notre-Dame-des-Champs.
- En 1754, il achète le château de La Motte-Tilly qu'il fait reconstruire par l'architecte François-Nicolas Lancret.

### Famille
- Pierre Terray, vicomte de Rosières (1713-1780), frère de l'abbé Terray, fut procureur général près la Cour des aides.
- Le fils de Pierre Terray, Antoine Terray (1751-1794), fut intendant de Montauban puis de Lyon.
- Le fermier général Jacques Paulze était le neveu de l'abbé Terray. La fille de celui-là, Marie-Anne Pierrette Paulze-Lavoisier (1757-1836) épousa, à l'âge de 13 ans, le fermier général et chimiste Antoine Lavoisier.